# Toyota iQ
De Toyota iQ is een automodel van het Japanse autofabrikant Toyota. De iQ is een auto in het A-segment.
De conceptauto werd als iQ Concept gepresenteerd op de IAA te Frankfurt in september 2007. De productieversie werd in februari 2008 op de Autosalon van Genève getoond aan het publiek. In Japan werd de verkoop gestart in oktober 2008, in Europa werd de verkoop in 2009 gestart. De aanschafprijs van de iQ is aanzienlijk hoger dan van de grotere Aygo. Toyota verklaart dit doordat de iQ als premiummodel in de markt wordt gezet en aanzienlijk meer luxe biedt.
Eind 2013 kondigde de Nederlandse importeur van Toyota aan de levering van de iQ in Nederland te staken wegens tegenvallende verkoopcijfers. Inmiddels is de iQ in de meeste andere landen ook niet meer verkrijgbaar.

## Innovatief model
iQ verwijst naar IQ. Volgens Toyota staat de i voor "individuality" "innovation" en "intelligence" en de Q voor "quality". Door onder andere het differentieel voor de motor te plaatsen, een andere stuurconstructie en een kleiner uitgevoerd airconditioningsysteem is het de ontwerpers gelukt een vierpersoonsauto te ontwikkelen, die korter is dan 3 meter. Toyota noemt het een 3+1-zitter: door het asymmetrische dashboard kan de stoel van de bijrijder verder naar voren, waardoor daarachter een volwassene plaats kan nemen. Achter de bestuurder past door het gebrek aan beenruimte alleen een klein kind.
De Toyota iQ beschikt over negen airbags. Het is de eerste auto met een airbag tegen aanrijdingen van achteren. Het model haalde een score van 5 sterren bij de EuroNCAP-testen.

## Motoren
De Toyota iQ was vanaf introductie leverbaar met drie motoren: twee benzinemotoren en één dieselmotor.
| Motortype      | 1KR-FE                                    | Motortechniek  | DOHC vier kleppen per cilinder, VVT-i  |
| Cilinderinhoud | 998 cm³                                   | Max. toerental | 6.500                                  |
| Transmissie    | manueel, vijf versnellingen automaat, CVT | Aandrijflijn   | FF                                     |
| Vermogen       | 50 kW (68 DIN pk) @ 6.000 tpm             | Koppel         | 98 Nm @ 4.800 tpm                      |
| Aanzuiging     | natuurlijk geaspireerd                    | Leeggewicht    | 820 kg, handgeschakeld 835 kg, CVT     |
| Topsnelheid    | 150 km/h                                  | 0–100 km/h     | 14,7 sec. handgeschakeld 15,2 sec. CVT |

| Motortype      | 1NR-FE                                    | Motortechniek  | DOHC vier kleppen per cilinder, Dual VVT-i |
| Cilinderinhoud | 1329 cm³                                  | Max. toerental | 6.200                                      |
| Transmissie    | manueel, vijf versnellingen automaat, CVT | Aandrijflijn   | FF                                         |
| Vermogen       | 72 kW (98 DIN pk) @ 6.000 tpm             | Koppel         | 123 Nm @ 4.400 tpm                         |
| Aanzuiging     | natuurlijk geaspireerd                    | Leeggewicht    | 905 kg                                     |
| Topsnelheid    | 170 km/h                                  | 0–100 km/h     | 14,7 sec.                                  |

| Motortype      | 1ND-TV                        | Motortechniek  | SOHC twee kleppen per cilinder, D-4D |
| Cilinderinhoud | 1364 cm³                      | Max. toerental | -                                    |
| Transmissie    | manueel, zes versnellingen    | Aandrijflijn   | FF                                   |
| Vermogen       | 66 kW (90 DIN pk) @ 3.400 tpm | Koppel         | 190 Nm @ 1800 - 3200 tpm             |
| Aanzuiging     | turbo met intercooler         | Leeggewicht    | 920 kg                               |
| Topsnelheid    | 170 km/h                      | 0–100 km/h     | 10,7 sec.                            |

De iQ met 1ND-TV dieselmotor kon geleverd worden van januari 2009 tot januari 2010. Hierna werd dit model geschrapt. De modellen met 1NR-FE benzinemotor werden standaard uitgerust met een handgeschakelde transmissie met zes versnellingen, en konden tegen meerprijs uitgerust worden met een CVT. In januari 2012 werden ook modellen met de 1NR-FE benzinemotor geschrapt van het leveringsprogramma. Zo bleef tot januari 2015 alleen de minst krachtige iQ leverbaar met de 1,0 liter 1KR-FE benzinemotor.

## Trivia
- De Aston Martin Cygnet is grotendeels op de Toyota iQ gebaseerd.

## Galerij

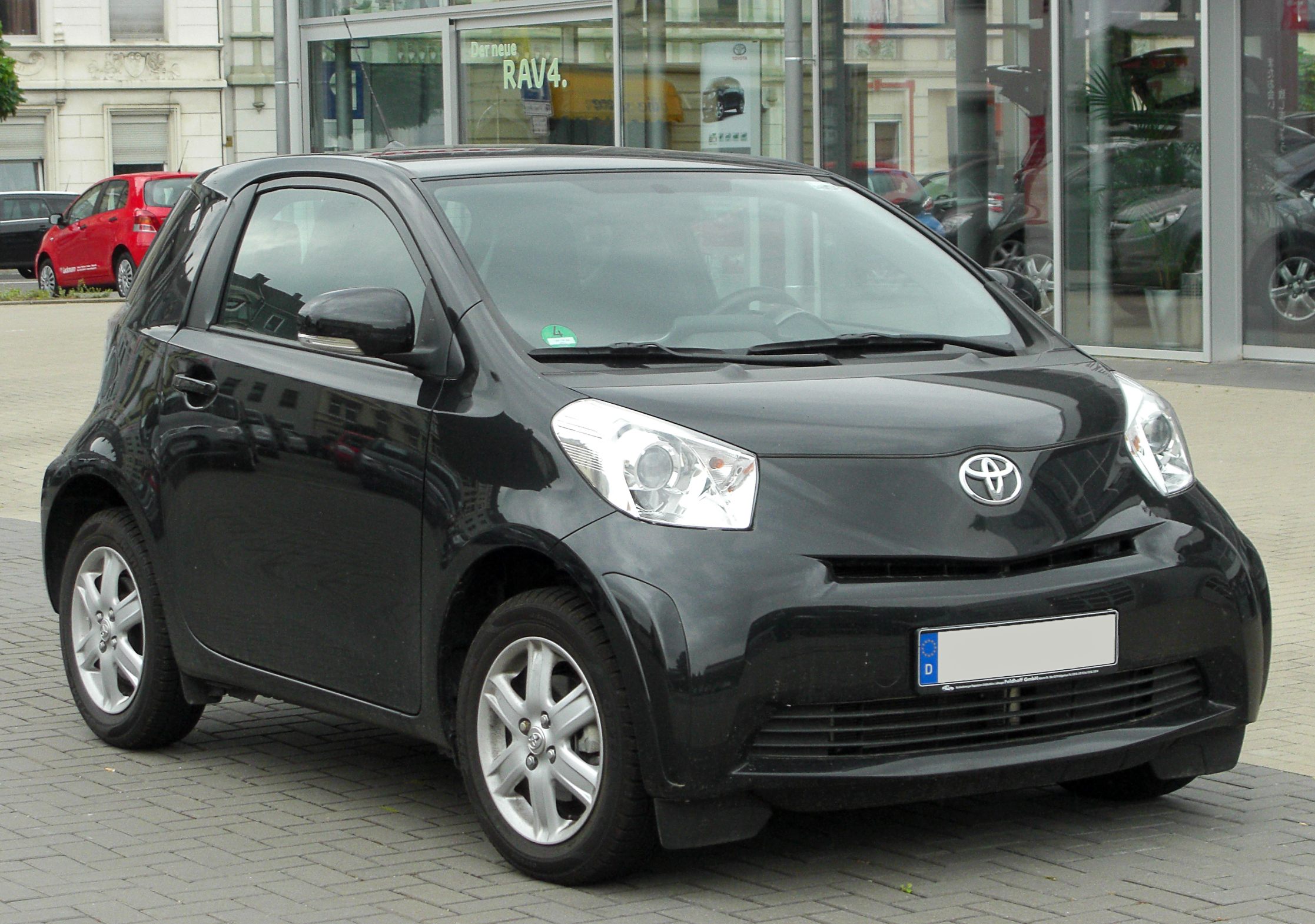
Toyota iQ voorkant
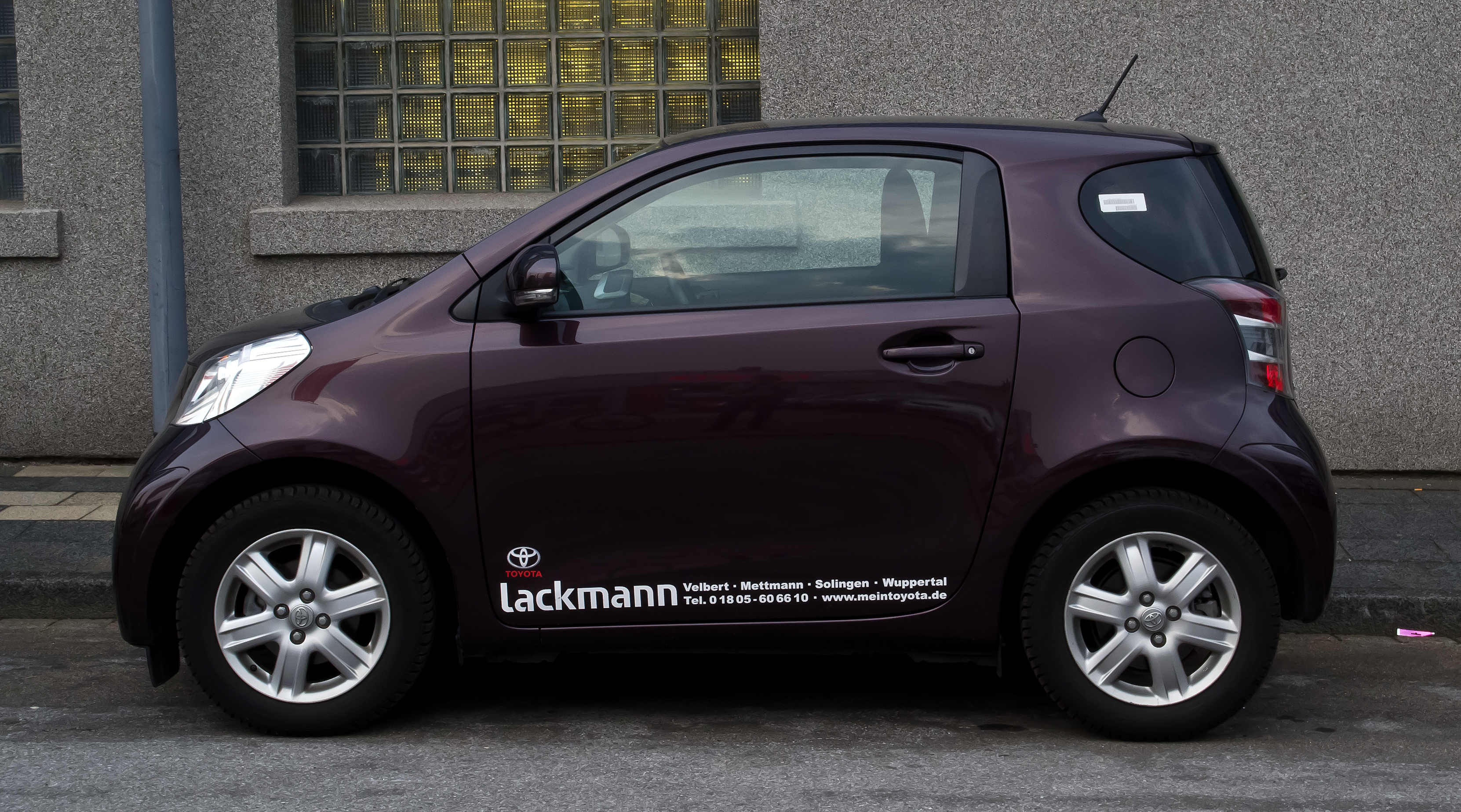
Zijaanzicht
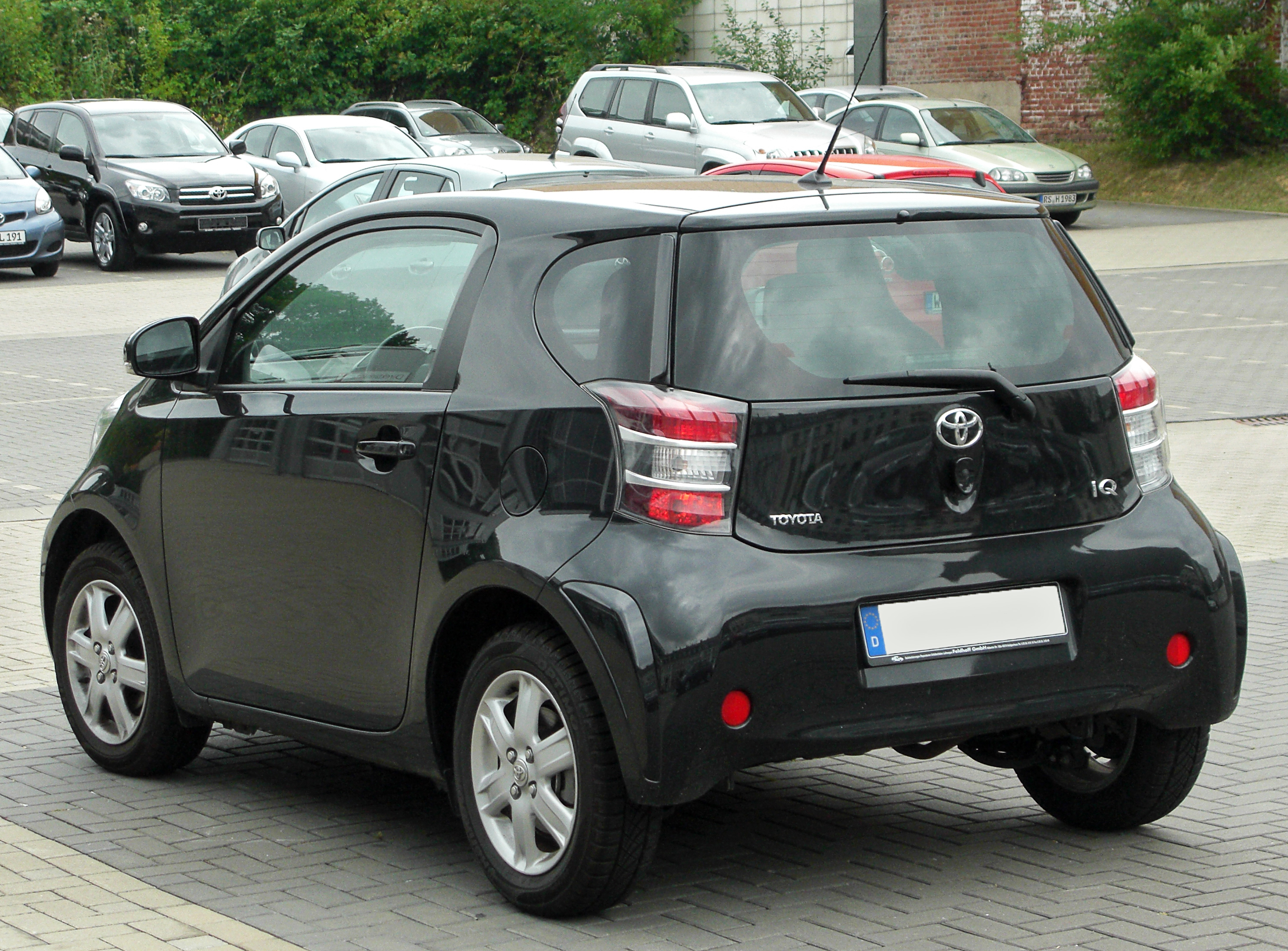
Achterkant
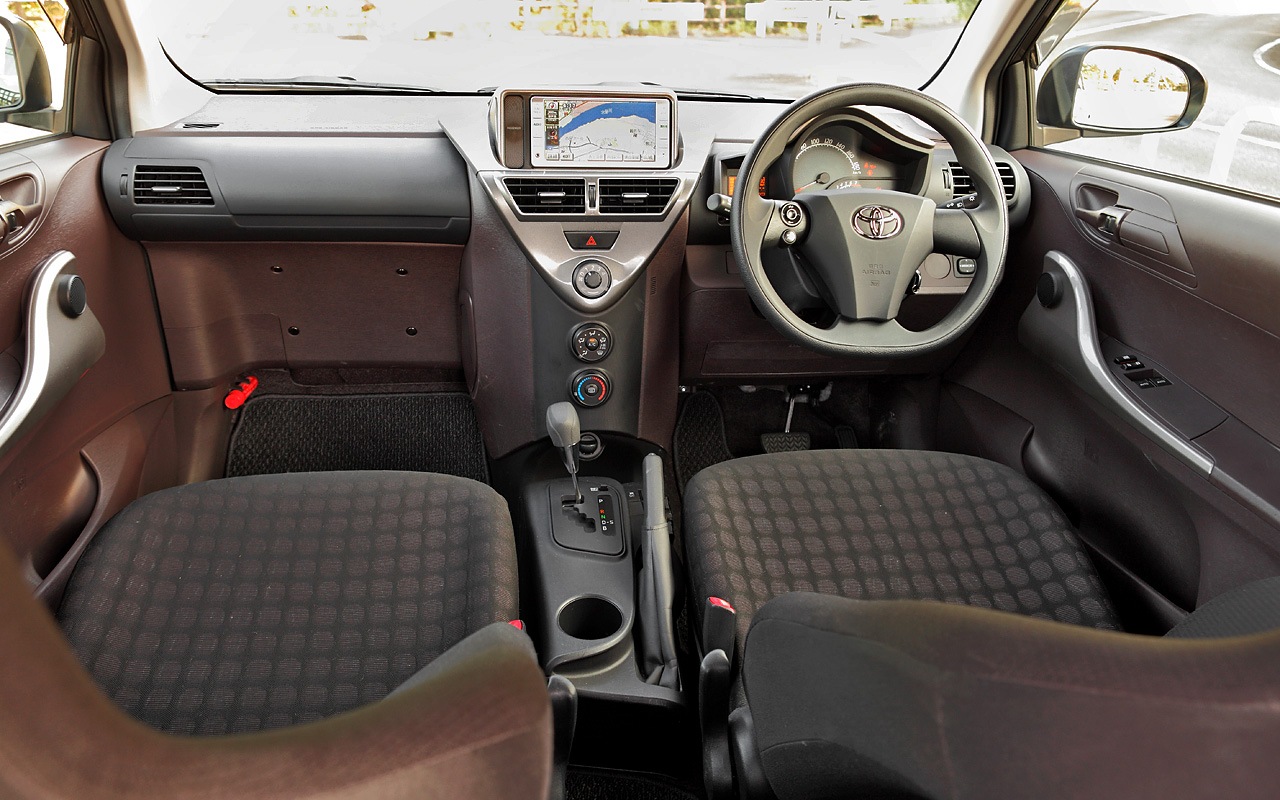
Interieur rechtsgestuurd, handmatige airco, navigatie